# 高田裕三
高田 裕三（たかだ ゆうぞう、1963年3月21日 - ）は、日本の漫画家。東京都江戸川区出身。明治大学付属明治高等学校卒業、明治大学文学部日本文学専攻中退。本名：高田裕次。代表作は、『3×3 EYES』や『万能文化猫娘』、『碧奇魂ブルーシード』など。
『3×3 EYES』で1993年度 第17回 講談社漫画賞受賞。

## 経歴・人物
漫画家を志した高校時代は少女漫画を描いていたが、当時はまだ少女漫画は絵柄等の自由度が低く、そのことから作者の描く絵は少女漫画には向いていないと持ち込みの段階で編集部から拒絶され少年漫画などへと転向した。大学では明治大学漫画研究会に所属、4年留年し中退。当時は片山まさゆき、細野不二彦、五十嵐浩一のアシスタントをしていた。
本人の弁によると病弱であり、インスリン欠乏症（1型糖尿病）の持病を抱えているという。

## エピソード
- 高校生の頃、コミックマーケットの警備スタッフをしていた経験がある。
- 非常時の補充などに不便が生じる恐れがあることから、特殊な画材は極力用いないという。『コミッカーズ』誌上でカラー原稿の彩色に安価な普及品の水彩絵具を愛用していることが紹介され、その理由を「どんな店でも大抵手に入るから」と述べている。

## 作品リスト
- 合縁奇縁 高田裕三画集
- 生物まんが細胞・遺伝
- 常夏バンク - 全2巻
- スポーションKIDS - 全2巻
- 旗持偏屈男 - 全3巻
- 毎日が日曜日 - 全2巻　少女時代に、交通事故から救ってくれた手品師を一途に思う婦警が主人公。
- 万能文化猫娘 - 全1巻
  - 新・万能文化猫娘 - 全1巻
- トリツキくん - 全1巻
- 碧奇魂ブルーシード - 全2巻
- 3×3 EYES - 全40巻、新装版全4巻、文庫版全24巻
  - 3×3 EYES 幻獣の森の遭難者 - 全4巻
  - 3×3 EYES 鬼籍の闇の契約者 - 全8巻
- 幻蔵人形鬼話 - 全5巻
- ゴリ押し成就ドラマジ!? - 全2巻
- ブッキングライフ - 全2巻　臓器移植コーディネーターがテーマ
- 九十九眠るしずめ - 全3巻
  - 九十九眠るしずめ 明治17年編 -全4巻
- リトル・ジャンパー - 全7巻
- ウルトラマン THE FIRST - 全3巻
- CAPTAINアリス - 全10巻
- 鸞鳳 - 既刊2巻
- 無号のシュネルギア - 既刊6巻
- 転生したらスライムだった件 番外編 とある休暇の過ごし方（原作：伏瀬、キャラクター原案：みっつばー、『月刊少年シリウス』2023年9月号[4] - 2025年7月号[5]） - 既刊3巻

## アニメ化作品
- 3×3 EYES
- 毎日が日曜日 - ヒロインを伊藤美紀が演じている。その他3作品は全て林原めぐみ。
- BLUE SEED
- 万能文化猫娘

## その他
- SDガンダム - CDジャケットイラスト
- デビルマン - CDジャケットイラスト
- ジャストブリード - キャラクターデザイン
- 椎名恵『いつか空に届いて』 - 機動戦士ガンダム0080 ポケットの中の戦争主題歌 CDジャケットイラスト
- 林原めぐみベストアルバム『VINTAGE S』ジャケットイラスト
- まんが家になろう! (ワンダーランドスタディブックス)  - 漫画、インタビュー